# Зак Снайдер
За́карі Е́двард «Зак» Сна́йдер (англ. Zachary Edward «Zack» Snyder; нар. 1 березня 1966, Грин-Бей, США) — американський кінорежисер, сценарист і продюсер. Відомий за своїми фільмами «Світанок мерців» (2004), «300 спартанців» (2007), «Хранителі» (2009), «Людина зі сталі» (2013), «Бетмен проти Супермена: На зорі справедливості» (2016) та «Ліга справедливості» (2021).

## Молоді роки
Народився 1 березня 1966 року в Грін Бей, штат Вісконсин, а виріс в Гринвічі, штат Коннектикут.
Навчався в школі Дейкрофт, де викладала його мати — вчитель живопису та фотографії. Завдяки матері, яка надихнула його вивчати живопис, отримав художню освіту в Лондоні та Пасадені. Снайдер досі живе в Пасадені зі своєю другою дружиною продюсером Деборою Снайдер, у них 6 дітей.
З юних років відчував пристрасть до фантастичних фільмів і розповідей. Особливий вплив на становлення його смаків і пристрастей в галузі кіно зробила сага Джорджа Лукаса «Зоряні війни». Бачачи пристрасне захоплення сина кінематографом, батьки вирішили подарувати йому відеокамеру. Це була звичайна восьмиміліметрова «іграшка», саме з нею Зак почав робити свої перші кроки в режисурі.
Навчався в художній школі в Лондоні. Після її закінчення він вступив до дизайнерського коледжу при Художньому центрі Пасадени.

## Кар'єра
На початку 90-х років режисер-початківець зняв кілька рекламних роликів. Він робив рекламу для таких компаній як «Reebok», «Nike», «Audi», «BMW», «Subaru», «Nissan» та «Мітсубісі». У цьому напрямку він показав себе як обдарований і талановитий режисер і сценарист. Зак навіть удостоївся премії «Кліо» за творчі успіхи в галузі телевізійної реклами.
У 2002 році режисер підписав багатообіцяючий контракт з компанією Columbia Pictures. Це були зйомки повнометражного фільму за мотивами серіалу «S.W.A.T». Спочатку зйомки проходили досить успішно, але точніше розібравшись у всіх тонкощах і нюансах роботи, Снайдер зрозумів, що у нього і керівництва компанії зовсім різні погляди на даний проєкт, тому він вирішив відмовитися від цієї роботи.
У великому кіно дебютував у 2004 році, знявши рімейк класичного фільму жахів Джорджа Ромеро «Світанок мерців». Незважаючи на розбіжності критиків, фільм мав великий успіх і приніс хороші касові збори.
Проте славу режисеру принесла стрічка «300 спартанців»(англ. 300, 2006)  — кіноадаптація однойменного графічного роману Френка Міллера. Фільм мав шалений касовий успіх, відтоді Снайдер привертає увагу своїми потенційними проєктами.
Наступним проєктом Зака став фільм про супергероїв «Хранителі», знятий за однойменним коміксом Алана Мура і Дейва Гіббонса. Фільм був неоднозначно зустрінутий критиками і не мав такого касового успіху, як попередній фільм Зака «300 спартанців».
У 2010 Зак випускає анімаційний мультфільм «Легенди нічної варти» про світ, в якому вже не залишилося людей і яким правлять сови.
У 2011 році Снайдер випустив фільм «Заборонений прийом».
У 2013 році вийшов новий фільм про Супермена — Людина зі сталі.
У 2016 році на екранах з'явився фільм Бетмен проти Супермена: На зорі справедливості.
У 2017 році випускає та викладає на інтернет ресурсі Vero [Архівовано 14 листопада 2017 у Wayback Machine.] короткометражний фільм Сніг, Пар, Залізо відзнятий на Iphone.

## Фільмографія
| Рік  | Українська назва                               | Оригінальна назва                             | Режисер | Продюсер | Сценарист | Примітки                                                          |
| ---- | ---------------------------------------------- | --------------------------------------------- | ------- | -------- | --------- | ----------------------------------------------------------------- |
| 2004 | Світанок мерців                                | Dawn of the Dead                              | Так     | Ні       | Ні        |                                                                   |
| 2006 | 300 спартанців                                 | 300                                           | Так     | Ні       | Так       | співсценарист з Майклом Б. Гордоном і Куртом Джонстадом           |
| 2009 | Хранителі                                      | Watchmen                                      | Так     | Ні       | Ні        |                                                                   |
| 2010 | Легенди нічної варти                           | Legend of the Guardians: The Owls of Ga'Hoole | Так     | Так      | Ні        |                                                                   |
| 2011 | Заборонений прийом                             | Sucker Punch                                  | Так     | Так      | Так       | співсценарист з Стівом Шибуя                                      |
| 2013 | Людина зі сталі                                | The Man of Steel                              | Так     | Ні       | Ні        |                                                                   |
| 2014 | 300 спартанців: Відродження імперії            | 300: Rise of an Empire                        | Ні      | Так      | Так       | співсценарист з Куртом Джонстадом                                 |
| 2016 | Бетмен проти Супермена: На зорі справедливості | Batman v Superman: Dawn of Justice            | Так     | Ні       | Ні        |                                                                   |
| 2017 | Диво-жінка                                     | Wonder Woman                                  | Ні      | Так      | Історія   | історія написана спільно з Алланом Хайнбергом та Джейсоном Фуксом |
| 2017 | Ліга Справедливості                            | Justice League                                | Так     | Ні       | Ні        | історія написана спільно з Крісом Терріо                          |
| 2020 | Диво-жінка 1984                                | Wonder Woman 1984                             | Ні      | Так      | Ні        |                                                                   |
| 2021 | Ліга справедливості Зака Снайдера              | Zack Snyder's Justice League                  | Так     | Ні       | Історія   | історія написана спільно з Уїллом Біллом та Крісом Терріо         |
| 2021 | Армія мерців                                   | Army of the Dead                              | Так     | Так      | Так       | також оператор                                                    |
| 2021 | Армія злодіїв                                  | Army of Thieves                               | Ні      | Так      | Історія   | історія написана спільно з Шей Хаттен                             |
| 2023 | Бунтівний місяць                               | Rebel Moon                                    | Так     | Так      | Так       | співсценарист з Шей Хаттен і Куртом Джонстадом; також оператор    |
| 2024 | Бунтівний місяць. Частина 2                    | Rebel Moon – Part Two                         | Так     | Так      | Так       | співсценарист з Шей Хаттен і Куртом Джонстадом; також оператор    |